# Тшицьонж
Тшицьонж (пол. Trzyciąż) — село в Польщі, у гміні Тшицьонж Олькуського повіту Малопольського воєводства.
Населення — 757 осіб (2011).
У 1975-1998 роках село належало до Краківського воєводства.

## Демографія
Демографічна структура станом на 31 березня 2011 року:
|          | Загалом | Допрацездатний вік | Працездатний вік | Постпрацездатний вік |
| -------- | ------- | ------------------ | ---------------- | -------------------- |
| Чоловіки | 378     | 71                 | 256              | 51                   |
| Жінки    | 379     | 69                 | 240              | 70                   |
| Разом    | 757     | 140                | 496              | 121                  |